# Почему слоны?
«Почему слоны?» — советский рисованный мультфильм, снятый по мотивам повести Бориса Житкова «Что я видел» на студии «Экран» в 1980 году.

## Сюжет
Ещё одна история о мальчике Алёше — большом любителе задавать самые неожиданные вопросы, которого из-за этой привычки прозвали Почемучкой. После событий мультфильма «Кнопочки и человечки» Алёша с мамой оказались в зоопарке — настоящем поле для алёшиных «почему». Ведь тут было столько всего нового — и зверей, и явлений, и всему этому мальчик непременно хотел получить объяснение. А притом в зоопарке Алёша познакомился и подружился с мальчиком Петей, школьником, который рассказал ему много интересного о зверях и их привычках. Во время прогулки по зоопарку происходит много интересного. И Алёше даже в некоторый момент удаётся потеряться. Но благодаря Пете и его друзьям-животным мальчик снова встречается радостно с мамой на площадке слонов. За это между Петей и мамой устанавливаются дружественные отношения, а дальше мама и Алёша благополучно возвращаются домой. У мальчика остаются незабываемые впечатления от зоопарка.

## Создатели
| Автор сценария        | Жанна Витензон |
| Режиссёр              | Марианна Новогрудская |
| Художник-постановщик  | Галина Беда |
| Оператор              | Эрнст Гаман |
| Мультипликаторы:      | Ольга Анашкина, Павел Петров, Валерий Токмаков, Наталья Базельцева, Фазиль Гасанов                                          |
| Композитор            | Михаил Меерович |
| Звукооператор         | Виталий Азаровский |
| Фильм озвучивали:     | Наталья Швец — Алёша / мама Алёши, Марина Вайнтрауб — Петя, Рогволд Суховерко — пеликан / собака / слон / мужчина / медведь |
| Над фильмом работали: | Е. Тарлеева, Галина Черникова (в титрах указана Н. Черникова), Инна Карп, Наталия Грачёва, Е. Зверева                       |
| Художник              | Ирина Дегтярёва |
| Монтажёр              | Галина Дробинина |
| Редактор              | Александр Тимофеевский |
| Директор              | Е. Бобровская |

## Фестивали и награды
- 1980 — КФ в Москве, приз за режиссуру[1].

## Отзывы
Говоря о работах Марианны Новогрудской, адресованных самым маленьким зрителям, и в частности о мультфильме «Почему слоны?», писательница Марина Вишневецкая отмечала, что они «увлекают и взрослого зрителя изысканностью исполнения, ассоциативностью видения, потребностью автора размышлять о сущностных проблемах бытия».